# 周鼎 (萬曆進士)
周鼎（1569年—1657年），字实甫，號在調，南直隶常州府宜興縣人。明朝政治人物。

## 生平
万历二十八年（1600年）庚子科应天乡试举人，萬曆四十一年（1613年）癸丑科進士，兵部觀政，初授平阳府推官，四十三年本省同考，四十八年擢兵部武库司主事，天啓元年（1621年）四月往蓟州、昌平、真定、保定督发兵丁，兼程赴援。调武选司主事，七月典试山东。崇祯初任漕储道，移浙江嘉湖兵备分巡道，三年调浙江左布政使，本年因運事如期，奉旨优擢，五年（1632年）升南京太仆寺卿。崇祯八年，仕至总督河道侍郎，以泇河功，加工部尚书。
崇祯初，运道中梗，京储告匮，先是侍郎李化龍大開泇河，避黄河之險，後河決泇淤。崇禎五年，總河朱光祚濬駱馬湖避河險，名順濟河。六年，良城至徐塘淤爲平陸，漕運愆期，奪光祚官。劉榮嗣繼之。八年，駱馬湖淤阻，榮嗣開河徐宿，引注黄水，被劾得重罪，鼎繼之，乃專力於泇河，濬麥河支河，築王母山前後，壩勝陽山東堤，馬蹄厓十字河攔水壩，挑良城閘，抵徐塘口六千餘丈。九年夏，泇河復通，又修高家堰，增築天妃閘，次塞決口三百三十餘丈，次築遙縷二堤五百餘里，又以邳州三面距河屢被水災，特請於朝，改河行羊山外邳城以安，凡興四大役，不忙迫，不勞擾，而厥功告成，說者謂近自潘季驯、楊一魁後，治河未有如鼎者也。告歸後，卒以漕舟阻淺被逮，科臣疉奏其有修泇功，乃免。戊寅冬，京師告急，鼎奉命移鎭臨清，觀軍太監高起潛縱兵淫掠，鼎及其未至，喻以大義，將士皆受約束。又策其必過濟寧，飛檄禁諭，兩境帖然。以年老罷歸。鼎为人方严无机械，孝友出于天性，年八十九卒。

## 家族
曾祖周愷。祖父周秀。父周重智。母陳氏。
娶蒋氏，累封夫人。繼娶吴氏。四子：周伯瑞，户部郎中；周仲球，壬辰進士、宁波推官；周叔璜，廪贡生；周季琬，壬辰進士，浙江道御史，皆以治行著。